# Almacá
Almacá ou Ilmucá (alfabeto arábico meridional: ; gueêz: ʾLMQH, árabe المقة ) era a divindade lunar do reino de Sabá e dos reinos de D'mt e Axum, situados na Eritreia e no norte da Etiópia. Os membros da dinastia reinante de Sabá consideravam-se seus filhos. Almacá é representado em monumentos por um feixe de relâmpagos ao redor de uma arma curva, como uma foice. Os touros eram considerados animais sagrados para ele.